# Apokalypse des Pseudo-Methodius
Die Apokalypse des Pseudo-Methodius ist ein im späten 7. Jahrhundert in syrischer Sprache entstandenes christliches Werk, das auch als Revelationes („Offenbarungen“) bekannt ist. Sein anonymer Autor wird als Pseudo-Methodius bezeichnet, da von dem Werk früher fälschlich angenommenen wurde, es sei um 300 von Bischof Methodius verfasst worden. Die Apokalypse entstand nach vorherrschender Ansicht kurz nach 685. Im Jahr 694 wird das Werk erstmals bei anderen syrischen Autoren erwähnt. 
Bei dem Text handelt es sich um einen Abriss der Weltgeschichte, dessen Inhalt von historischen Tatsachen aber stark abweicht und schließlich in Weissagungen über die Apokalypse endet: die Errichtung des christlichen Weltreichs durch den Friedenskaiser und das Kommen des Antichristen, worauf das Weltgericht folgt. Zu den Prophezeiungen der Offenbarung des Johannes gesellen sich Elemente aus den sibyllinischen Orakelsammlungen.
In der modernen Forschung wird davon ausgegangen, dass der Text eine frühe christliche Reaktion auf die Islamische Expansion darstellt, wobei der anonyme Autor darin zeitgenössische Befürchtungen über das Ende der alten Welt verarbeitete. Demnach sei die Herrschaft der Araber nur eine kurze Phase, nach der das (ost-)römische Reich (ganz im Sinne der Vier-Reiche-Lehre) weiter bis ans bald bevorstehende Ende der Zeit existieren werde. Mutmaßlich richteten sich die Hoffnungen des Verfassers auf Kaiser Justinian II., der das Kalifat besiegen und eine letzte Blütezeit vor der Apokalypse einleiten werde. 
In Übersetzung ins Griechische, Lateinische (erstmals bereits im 8. Jahrhundert), slawische und andere Volkssprachen fanden die Revelationes im Mittelalter viele Leser. Der populäre Text übte zudem einen nicht geringen Einfluss auf die apokalyptische Literatur (z. B. Adso von Montier-en-Der) wie auch auf das allgemeine eschatologische Weltbild der Zeit aus. Der Text gilt als das bislang früheste bekannte Zeugnis für die Idee eines Friedensherrschers am Ende der Zeiten, die bis heute insbesondere unter amerikanischen Evangelikalen verbreitet ist.

## Ausgaben und Übersetzungen
- Revelationes divinae. Michael Furter, Basel 14. II. 1500 (Digitalisat)
- Benjamin Garstad (Hrsg.): Apocalypse of Pseudo-Methodius / An Alexandrian World Chronicle. Harvard University Press, Cambridge, Mass. 2012 (Edition mit englischer Übersetzung).
- Gerrit Jan Reinink (Hrsg.): Die syrische Apokalypse des Pseudo-Methodius. Louvain 1993 (deutsche Übersetzung).